# Michurinska-10

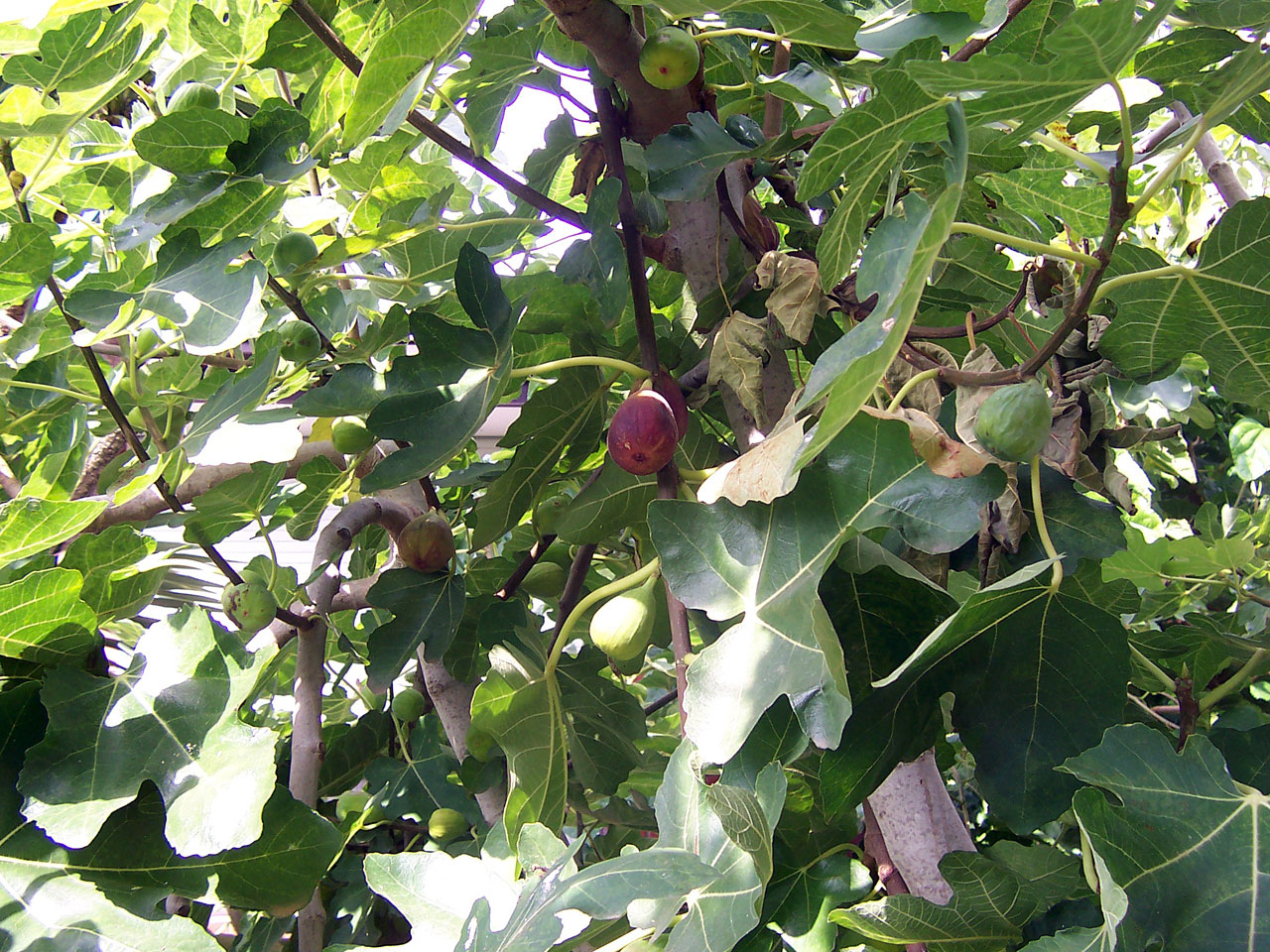
Figuier Ficus caric

Michurinska-10 est une variété du figuier commun.
Ce cultivar est originaire de Bulgarie, il est dit parthénocarpe car il n'a pas besoin d'insecte blastophage pour fructifier correctement. Il est reconnu pour sa grande résistance au froid et sa production abondante. Il est bifère car il fructifie une première fois fin juin puis une deuxième fois en août.

## Dénominations
Le nom officiel de la variété est Michurinska-10, mais elle est aussi appelée Ali Pacha dans la région des balkans. Aux États-Unis, une variété dénommée Florea -qui est aussi connue pour sa rusticité- pourrait être Michurinska-10, ou une variété connexe issue des régions voisines de la Bulgarie,.
Son nom lui a été donné par Radka Serafimova, au cours de recherches scientifiques sur les variétés locales de figues pour le jardin botanique de Plovdiv. La dixième variété identifiée l'a été près de la ville de Michurin (Michurinska), de là provient le nom Michurinska-10.
La variété Green Michurinska est différente et ne doit pas être confondue avec Michurniska-10.

## Caractéristiques

### Arbre
Michurinska-10 est un cultivar robuste, pouvant atteindre jusqu'à 4 mètres de haut pour 6 mètres de large une fois pleinement adulte, s'il n'est pas taillé. L'arbre peut être planté en montagne s'il est correctement protégé du froid, par un mur orienté Sud par exemple. On peut le retrouver cultivé à 450 mètres dans l'oblast de Plovdiv, en Bulgarie et jusqu'à 1000 mètres d'altitude.

### Feuille
La feuille présente 5 lobes bien définis et profondément incisée. Elle ressemble beaucoup à celle de la variété Ronde de Bordeaux.

### Fruit
Michurinska-10 produit sa culture principale en août pour une récolte automnale. Le fruit est légèrement allongé et possède une taille dans la moyenne. Sa couleur extérieure est marron-violet, la chair est rouge. Il possède une bonne qualité gustative. 

## Résistance au froid
Cette variété est réputée résistante au froid, elle pousse bien en zone USDA 7a par exemple et supporterait une zone USDA 6a. En effet cette plante à la particularité de repousser après un gel et un froid très fort, jusqu'à -20° à -25° C chez les sujets âgés, si les racines sont encore viables. Après un épisode de grand froid, elle portera tout de même des figues d'automne sur le nouveau bois de l'année.

## Hybrides issus de Michurinska-10
Le cultivar Donov Noir ou Black Donov serait issu de la variété Michurinska-10 et de la variété Brunswick. Il nécessite pour mener ses fruits à maturités une pollinisation par un insecte du genre Blastophaga. Donov noir est décrit peu vigoureux et moins résistant au froid que son parent. Son fruit est plus gros et plus noir que celui de Michurinska-10.